# Xavi Lloses
Xavi[er] Lloses Huguet (Lleida, 13 de gener de 1976) és un pianista, compositor i productor musical català. Ha compost i produït música electrònica, obres de piano i música experimental des de finals dels anys 1990, sovint en col·laboració amb Brossa Quartet i altres conjunts de música. El 2006 va iniciar el grup L'Escolania de la Quadratura del Cercle, amb una mitja dotzena d'àlbums produïdes.

## Biografia
El 1999 va sortir el seu primer àlbum, Trivial pour suite, sota el nom de Xavi Lloses Grup, un trio també amb Marc Auladell i Marc Clos com membres.
Llavors va compondre la música per a diverses produccions cinematogràfiques, inicialment els curtmetratges Els diumenges (2000) i Els matins (2004). Després va compondre música per al documental Rock&Cat i les pel·lícules Veïnes i Yo. La seva contribució a Veïnes es va produir sota el pseudònim "Flüor".

### L'Escolania de la Quadratura del Cercle
El 2006 va crear el conjunt L'Escolania de la Quadratura del Cercle. A més de Lloses, els seus membres són Rosa Pou (cant i instruments de teclat), Marc Clos (percussió), Joan Motera (baix elèctric) i Adrià Bauzó (flauta i altres instruments de vent). El 2009 va sortir el àlbum en solitari Núvols de plata, però bàsicament el grup va produir les composicions de Lloses durant els propers anys. Després d'El somni d'un gegant el 2006 van arribar L'orgue de perfums el any vinent i Cançonetes per la bressola el 2010. El 2013 van sortir tres àlbums – Variacions estrafalàries, El cel de les calcudadores i Allà on conspiren els pentagrames (el final amb una edició en CD el 2015). La majoria d'aquests àlbums van sortir a la discogràfica Discmedi.
Va gravar Cançonetes per la Bressola (2010) amb un grapat de músics i cantants catalans – incloent Lluís Gavaldà, Gerard Quintana, Anna Roig, Lídia Pujol i Mazoni – i un grup de nens. Aquest àlbum de 13 cançons va sortir com complement a la revista Enderrock i en col·laboració amb La Bressola, organització escolar de Catalunya del Nord.
Durant els anys 2010 va foncionar com compositor i/o músic per a diverses produccions de la televisió catalana. Va foncionar com arranjador musical als telefilms Bressola de nadal (2010) i Laia (2016), i va compondre la música per a les sèries de televisió Infidels (2011) i El crac (2017). Després de 2017 va treballar com a productor musical per a les nits dels Premis Gaudí.

### Els darrers anys

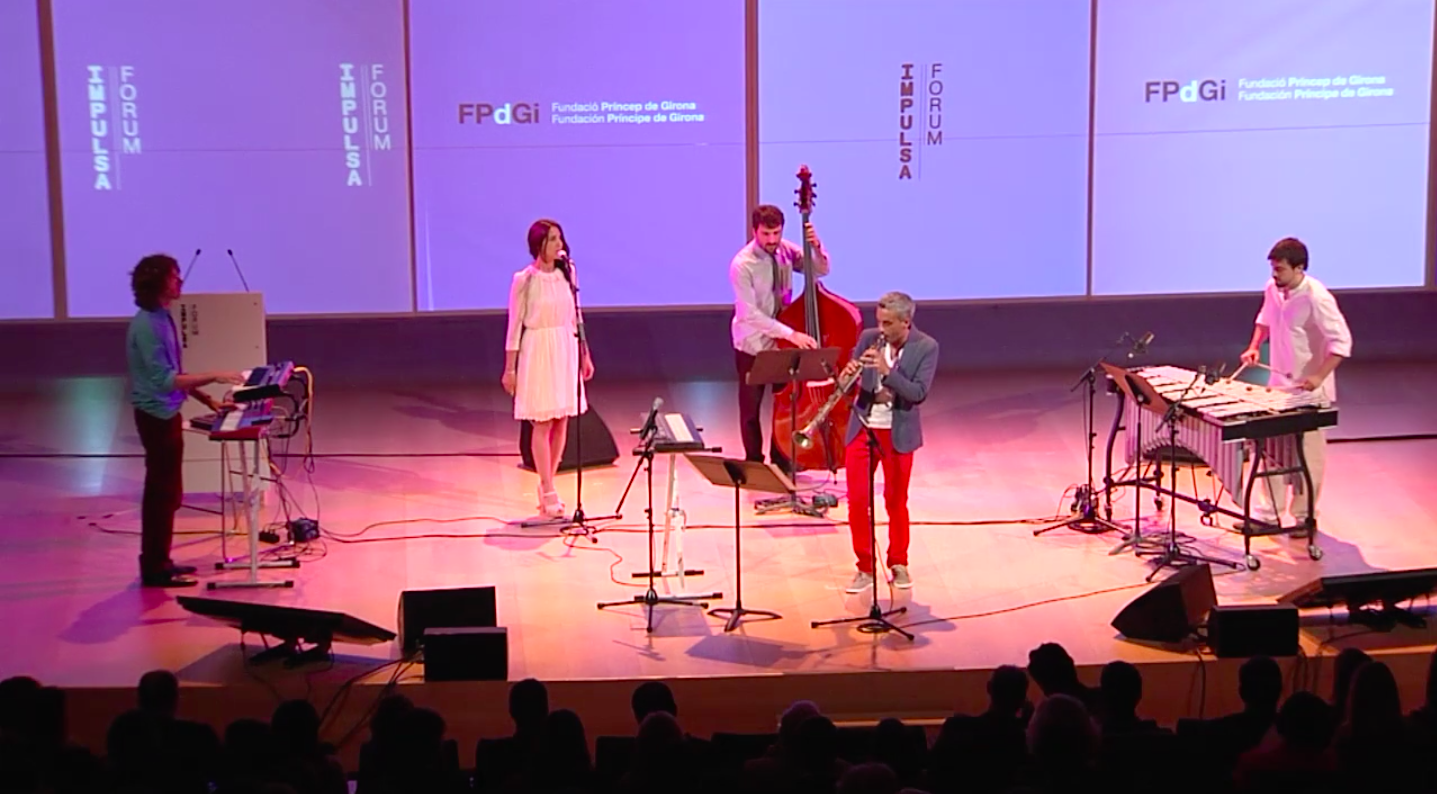
Tenora 2.0, un projecte de tenora el 2012 (Xavi Lloses a l'esquerra).

El 2012 fou membre del projecte Tenora 2.0, junts amb els altres músics de L'Escolania de la Quadratura del Cercle i amb la idea de crear música moderna a l'entorn de l'instrument clàssic de la tenora.
Després fou implicat al projecte Nautilus, concebut com una combinació d'escultura i d'instrument. En aquesta producció la música fou creada a través d'un armònium, controlada manualment i segons una automàtica. Els músics Nei Albertí, Alex Pallí, David Sarsanedas och Santi Vilanova van també ser membres del desenvolupament d'aquest projecte, recompensat amb Premi Puig-Porret. El 2017 va presentar el àlbum 99. El seu contingut consisteix en una gran quantitat de peces electròniques (99 en total), amb una longitud de 7 a 27 segons.
L'àlbum Els benaurats va sortir el 2018. En aquesta col·laboració musical amb Brossa Quartet, la música combina cordes, piano, percussions i sons electrònics, i un arranjament parcialment produït segons sampling digital.
Durant el 2018 i el 2019 Xavi Lloses va col·laborar amb la ballarina Anna Hierro i el compositor de música electrònica Carlos Martorell. Aquest Ensemble Topogràfic va presentar concerts de música experimental a diferents llocs en Catalunya.

### Productor i altres activitats
Xavi Lloses treballa també com a productor musical, per a Gerard Quintana, Jaume Sisa, Mazoni, Marina Rossell, Nico Roig i Bikimel.
L'exposició "Música per satel·lits", amb composicions i instruments de Xavi Lloses, ha fet gira catalana després de 2010. Altres exposicions són "Mostra d'artistes catalans a París" (2012), "Music is good for you" (2013, Llotja del Tint, Banyoles) i "Músiques perilloses" (2015, Museu de la Mediterrània a Torroella de Montgrí).
Lloses és membre del grup artística Nuboläris. És també fundador de la Corporació Terrorista per a la Difusió del So.

## Estil i reconeixement
Xavi Lloses fa música d'estils disparats, i se l'ha comparat amb Carles Santos. Es presenta com "antipianista" i "terrorista sonor", i ha col·laborat amb diversos poetes catalans.
El 2013 va rebre "Premi Puig-Porret" per al projecte musical Nautilus. El 2017 va rebre el premi "Roel" al Medina Film Festival, per a la millor banda original (del film Cavalls morts)

## Discografia

### Àlbums
com Xavi Lloses Grup
- 1999 – Trivial pour suite, Música Global

com Xavi Lloses & L'Escolania de la Quadratura del Cercle
- 2006 – El somni d'un gegant, Discmedi (DM 4200 02)
- 2007 – L'orgue de perfums, Discmedi (DM 4459 02)
- 2010 – Cançonetes per la Bressola, La Bressola/Enderrock (EDRD-25)
- 2013 – Variacions estrafalàries, Discmedi (edició en març)
- 2013 – El cel de les calcudadores, Discmedi (edició en abril)
- 2013/2015 – Allà on conspiren els pentagrames, (edició digital en maig; 2015 com Discmedi, DM 5013 02)

com Xavi Lloses
- 2007 – Núvols de plata, Discmedi (DM 4328 02)
- 2014 – El desplom de l'erudit, autoeditat
- 2017 – 99, autoeditat
- 2018 – Els benaurats (feat. Brossa Quartet), Hidden Track Records

### Singles
com Helena Miquel i Xavi Lloses
- 2011 – Perduts, Bankrobber